# Hạ Hòa
Hạ Hòa là một huyện nằm ở phía bắc tỉnh Phú Thọ, Việt Nam.

## Địa lý
Huyện Hạ Hòa nằm ở phía tây bắc của tỉnh Phú Thọ, nằm cách thành phố Việt Trì khoảng 70 km về phía tây bắc, cách trung tâm thủ đô Hà Nội khoảng 136 km, có vị trí địa lý:
- Phía đông giáp huyện Đoan Hùng và huyện Thanh Ba
- Phía tây giáp huyện Trấn Yên và huyện Văn Chấn thuộc tỉnh Yên Bái
- Phía nam giáp huyện Cẩm Khê và huyện Yên Lập
- Phía bắc giáp thành phố Yên Bái và huyện Yên Bình thuộc tỉnh Yên Bái.

Huyện Hạ Hòa có diện tích tự nhiên là 34.147,2 ha và dân số là 109.400 người.

## Hành chính
Huyện Hạ Hòa có 20 đơn vị hành chính cấp xã trực thuộc, bao gồm thị trấn Hạ Hòa (huyện lỵ) và 19 xã: Ấm Hạ, Bằng Giã, Đại Phạm, Đan Thượng, Gia Điền, Hà Lương, Hiền Lương, Hương Xạ, Lang Sơn, Minh Côi, Minh Hạc, Phương Viên, Tứ Hiệp, Văn Lang, Vĩnh Chân, Vô Tranh, Xuân Áng, Yên Kỳ, Yên Luật.

## Lịch sử
Huyện Hạ Hòa nguyên tên là huyện Hạ Hoa, thuộc phủ Lâm Thao, tỉnh Sơn Tây.
Ngày 5 tháng 6 năm 1893, huyện Hạ Hòa được nhập vào tỉnh Hưng Hóa.
Thời kỳ 1903 - 1968, thuộc tỉnh Phú Thọ.
Thời kỳ 1968 - 1996, thuộc tỉnh Vĩnh Phú.
Sau năm 1975, huyện Hạ Hòa có 33 xã: Ấm Hạ, Ấm Thượng, Bằng Giã, Cáo Điền, Chính Công, Chuế Lưu, Đại Phạm, Đan Hà, Đan Thượng, Động Lâm, Gia Điền, Hà Lương, Hậu Bổng, Hiền Lương, Hương Xạ, Lâm Lợi, Lang Sơn, Lệnh Khanh, Liên Phương, Mai Tùng, Minh Côi, Minh Hạc, Phụ Khánh, Phương Viên, Quân Khê, Văn Lang, Vĩnh Chân, Vô Tranh, Vụ Cầu, Xuân Áng, Y Sơn, Yên Kỳ và Yên Luật.
Theo Quyết định số 178-CP ngày 5 tháng 7 năm 1977 của Hội đồng Chính phủ, huyện Hạ Hòa sáp nhập với 2 huyện Đoan Hùng và Thanh Ba thành huyện Sông Lô. Còn 10 xã: Hiền Lương, Quân Khê, Lâm Lợi, Xuân Áng, Chuế Lưu, Vô Tranh, Bằng Giã, Động Lâm, Văn Lang và Minh Côi được sáp nhập vào huyện Sông Thao.
Huyện Sông Lô chia thành 2 huyện Đoan Hùng và Thanh Hòa theo Quyết định số 377-CP ngày 22 tháng 1 năm 1980 của Hội đồng Chính phủ.
Ngày 7 tháng 10 năm 1995, huyện Thanh Hòa được tách ra thành 2 huyện Thanh Ba và Hạ Hòa; 10 xã cũ của huyện Hạ Hòa trước đó nhập vào huyện Sông Thao cũng được đưa trở lại huyện Hạ Hòa.
Ngày 28 tháng 5 năm 1997, chuyển xã Ấm Thượng thành thị trấn Hạ Hòa (thị trấn huyện lỵ).
Ngày 17 tháng 12 năm 2019, Ủy ban Thường vụ Quốc hội ban hành Nghị quyết 828/NQ-UBTVQH14 về việc sắp xếp các đơn vị hành chính cấp xã thuộc tỉnh Phú Thọ (nghị quyết có hiệu lực từ ngày 1 tháng 1 năm 2020). Theo đó:
- Sáp nhập 3 xã Hậu Bổng, Liên Phương, Đan Hà vào xã Đan Thượng
- Sáp nhập 3 xã Y Sơn, Lệnh Khanh, Phụ Khánh thành xã Tứ Hiệp
- Sáp nhập 2 xã Quân Khê, Động Lâm vào xã Hiền Lương
- Sáp nhập 2 xã Lâm Lợi, Chuế Lưu vào xã Xuân Áng
- Sáp nhập 2 xã Vụ Cầu, Mai Tùng vào xã Vĩnh Chân
- Sáp nhập 2 xã Cáo Điền, Chính Công vào xã Yên Kỳ.

Huyện Hạ Hòa có 1 thị trấn và 19 xã như hiện nay.

## Giao thông
Đường bộ có quốc lộ 32C, quốc lộ 70B và đường cao tốc Nội Bài – Lào Cai đi qua. Đường sắt có tuyến đường sắt Hà Nội – Lào Cai với nhà ga duy nhất là ga Ấm Thượng. Đường thủy có sông Hồng chảy qua.

## Du lịch
Hạ Hòa có nhiều điểm du lịch tâm linh gắn liền với lịch sử, du lịch sinh thái khám phá như đền Mẫu Âu Cơ ở xã Hiền Lương, đền Thánh Mẫu Liễu Hạnh ở xã Yên Luật, chiến khu Hiền Lương ở xã Hiền Lương, du lịch Ao Giời, Suối Tiên gần núi Nả Là xã Quân Khê, khu du lịch đầm Ao Châu nằm ở thị trấn Hạ Hòa và một phần xã Ấm Hạ và Y Sơn...

## Làng nghề
Là một huyện trung du và miền núi, phần lớn là núi đất sườn thoải không quá cao rất thích hợp với việc trồng và sơ chế chè. Thêm vào đó Hạ Hòa cũng là huyện chuyển tiếp giữa vùng rừng núi phía Bắc với vùng trung du và đồng bằng nhóm nghề sơ chế gỗ và lâm sản cũng khá phát triển. Nếu như nhiều tỉnh thì ngoài làng nghề truyền thống, làng nghề được công nhận thì còn có nhiều làng có nghề khác nhưng ở tỉnh Phú Thọ hầu như các làng nghề truyền thống và làng nghề đã được công nhận thì hầu như không còn làng có nghề khác. Các làng nghề, làng có nghề:
- Làng nghề sản xuất chè Phú Ích (Hương Xạ)
- Làng nghề chế biến lâm sản Ấm Hạ
- Làng nghề sản xuất chè Lê Lợi (Yên Kỳ)
- Làng nghề đan lát Minh Hòa (Minh Hạc)
- Làng nghề bún bánh Việt Tiến (Vĩnh Chân)
- Làng nghề chế biến lâm sản Công Nông (Hương Xạ)
- Làng nghề sản xuất chè Chu Hưng
- Làng nghề chế biến lâm sản Hà Lương
- Làng nghề sản xuất ngư cụ Thao Hà (Bằng Giã)
- Làng nghề sản xuất chè Phú Thịnh (Yên Kỳ)
- Nghề làm bánh cuốn ở Lâm Lợi (Xuân Áng)
- Làng nghề sản xuất chè Thanh Hòa (Gia Điền).